# محمد بن علي آل عبيد (مؤرخ)
محمد بن علي بن عبدالله آل عبيد بن عثمان بن علي بن حُمْيَد، من آل أبي غنّام، من آل زهري بن جراح الثوري السبيعي، هو مؤرخ سعودي من نجد ولد سنة 1303 هـ الموافق 1885 م.

## الولادة والنشأة
ولد محمد بن علي بن عبدالله بن حُمْيَد في مدينة عنيزة بتاريخ 1303 هـ الموافق 1885 م وتعلم مبادىء القراءة والكتابة في مسجد جامع عنيزة الأثري لدى معلمه عبدالعزيز بن سليمان آل دامغ. وفي عام 1317 هـ سافر إلى مكة المكرمة لطلب العلم حيث كانت تقيم بها والدته حصة بنت محمد بن حميد و استمع لحلقات دروس عدد من العلماء منها حلقه ابن خاله الشيخ عبدالله بن علي بن حميد كما حرص على مطالعة الكتب التاريخية والأدبية.

## النسب
محمد بن علي بن عبدالله (عبيد) بن عثمان بن علي بن حُميد ابن غانم من آل أبو غنام أحد بطون ذرية زهري بن جراح الثوري السبيعي.

## الأثر
اهتم محمد بن علي آل عبيد بمعرفة التاريخ لا سيما التاريخ النجدي المعاصر حيث حفظ أخبار البادية وأشعارهم وأيامهم وحربهم وسلمهم وأسماء فرسانهم وشجعانهم ويحيط بأوطانهم ومواردهم. وساعده بذلك قوه حفظه وسعة اطلاعه وملازمته لتلك القبائل وتجواله كل عمره في مضاربها.
كما قام بتأليف كتابين هم :
- الجياد العادية في أخبار البادية.
- النجم اللامع للنوادر. وفيه أخبار العرب المتأخرين في القرن 13 و 14 هجري.[5]

## العائلة
والدة المؤرخ محمد آل عبيد هي حصة بنت محمد بن عبدالله بن حميد صاحب كتاب (السحب الوابلة). وحصة هي جدة إبراهيم و علي و أحمد أبناء عبدالله الجفالي من الشخصيات المعروفة بالتجارة في السعودية. ولديه ثلاثة أبناء.

## المناصب
استقر لفترة من الوقت في مكة المكرمة و تم تعيينه إمامًا وخطيبا في مسجد الهادي بمدينه الطائف، غرب المملكة العربية السعودية.

## الوفاة
توفي محمد بن علي آل عبيد في مدينة عنيزة بتاريخ 1399/9/25 هـ الموافق 1979/8/19 م.